# Bateria inercial

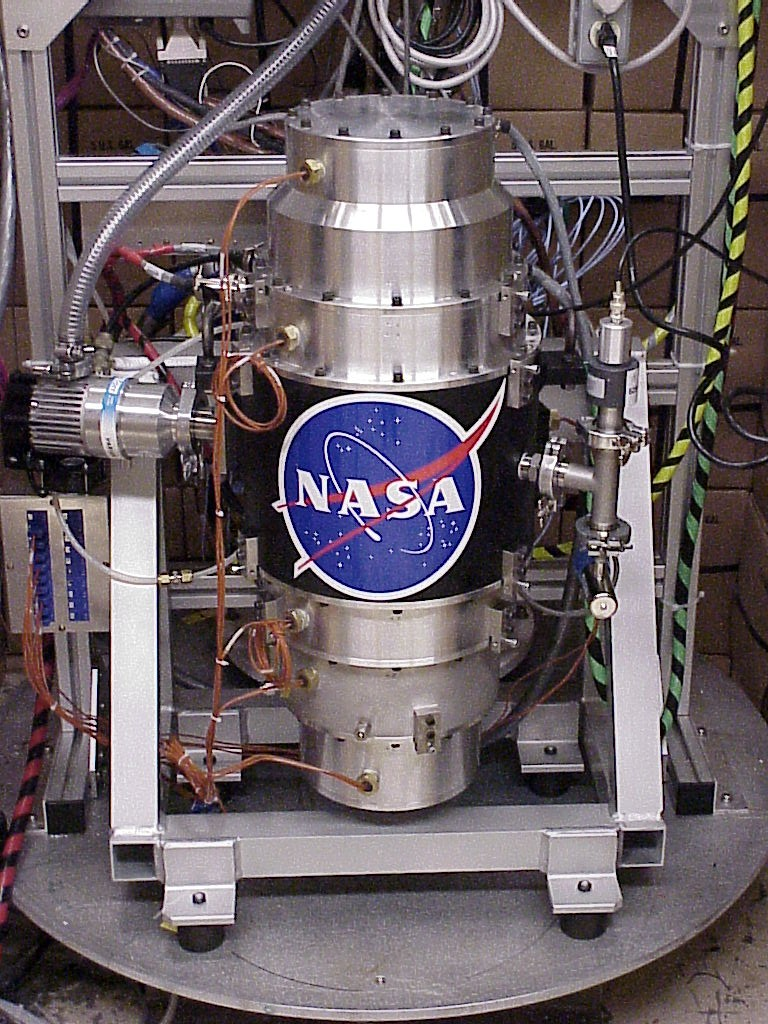
Bateria inercial G2 de la NASA.

Una bateria inercial (també anomenada bateria de rotor, bateria de volant o bateria giroscòpica) és un acumulador elèctric que emmagatzema energia, en forma d'energia cinètica, utilitzant un volant d'inèrcia. Amb base en aquest principi s'han dissenyat sistemes amb les següents característiques:
- Emmagatzemen molta energia utilitzant un disc amb molta massa, de gran diàmetre o que gira a gran velocitat.
- No perden l'energia emmagatzemanda amb rapidesa. Això s'aconsegueix eliminant els fregaments. Per reduir la fricció s'utilitzen coixinets magnètics, que evitaven tot contacte, i es fa el buit a la càmera que conté el disc.[1]

El material més adequat per fabricar el disc és la fibra de carboni. Encara que té menor densitat que l'acer, és més resistent i pot girar a més velocitat, fins a 100.000 revolucions per minut. Només falta que un sistema elèctric acceleri el disc per carregar d'energia i el desceleri per fer-li tornar la seva energia.
Aquest sistema d'emmagatzament d'energia és molt útil per a vehicles, ja que pot subministrar una gran quantitat de potència en les acceleracions, i absorbir-la, de manera gairebé instantània, en frenades o desacceleracions. Una altra bona propietat de les bateries inercials és que no tenen efecte memòria i emmagatzemen molta més energia en relació al seu pes, comparat amb les bateries químiques.

## Ús en CPD (Centre de Processament de Dades)
En el creixent àmbit dels CPD (Centre de Processament de Dades), s'han utilitzat durant anys les bateries químiques (Bateria elèctrica) com a Sistema d'alimentació ininterrompuda (en anglès UPS), però estar en augment l'ús de les bateries inercials. Aquest servei ha de garantir la no interrupció del sistema elèctric en cas que el proveïdor principal falli. És per això que ha d'estar sempre carregat i preparat per subministrar l'alimentació en qualsevol moment.
Ambdós productes ho ofereixen però mentre que les bateries químiques són més sensibles als canvis de temperatura, les bateries inercials no. La principal diferència i gran avantatge de les bateries inercials és que en termes de vida útil són molt bones, per exemple encara hi ha les bateries inercials utilitzades en una màquina de James Watt en funcionament (més de 200 anys), i és que en la teoria poden treballar indefinidament. Tot i que el cost inicial de les bateries inercials és més elevat, aquestes subministren directament corrent continu que és el que utilitzen la resta de màquines del CPD mentre que les bateries químiques necessiten ser alimentades i subministren corrent altern, aquests dos canvis en el tipus de corrent provoquen unes pèrdues que no poden ser menyspreades.
Amb el temps les bateries químiques es van deteriorant mentre que les bateries inercials no, ja que estan constituïdes per materials inerts i el més comú és que a dins es treballi en el buit i això produeix que es desgastin menys, en canvi les bateries químiques, com el seu nom indica, treballen amb productes químics que amb el temps es van deteriorant i perdent les seves propietats.
Pel que fa a la capacitat també guanyen la partida les bateries inercials. A més podem saber en tot moment l'energia que conserven sabent les característiques físiques de les que estan fetes i la velocitat a la qual volten. El manteniment en els dos casos és mínim. També cal parar esment en què les bateries inercials es carreguen molt ràpidament (menys de 10 segons
), mentre que de mitjana les bateries químiques en un CPD tarden uns 15 minuts. Per posar un cas en què sigui rellevant imaginem-nos el que passaria si hem d'arrencar (engegar) tot un CPD, amb les bateries tradicionals tardaríem 15 minuts a tenir disponible el sistema d'alimentació ininterrompuda, mentre que amb les bateries inercials amb qüestió de 10 segons màxim estaria disponible.

## Petjada ecològica
Els materials que constitueixen les bateries inercials són materials inerts i amb poca petjada ecològica, el què els fa ser una bona elecció en termes mediambientals, mentre que les bateries químiques contenen productes químics que amb forta petjada ecològica que implica que un cop acabada la seva vida útil necessiten ser destruïts, tasca no gens fàcil, ja que són altament contaminants pel medi ambient.